# Schömerich
Schömerich ist eine Ortsgemeinde im Landkreis Trier-Saarburg in Rheinland-Pfalz. Sie gehört der Verbandsgemeinde Saarburg-Kell an und ist deren – bezogen auf die Einwohnerzahl – kleinste Gemeinde.

## Geographie

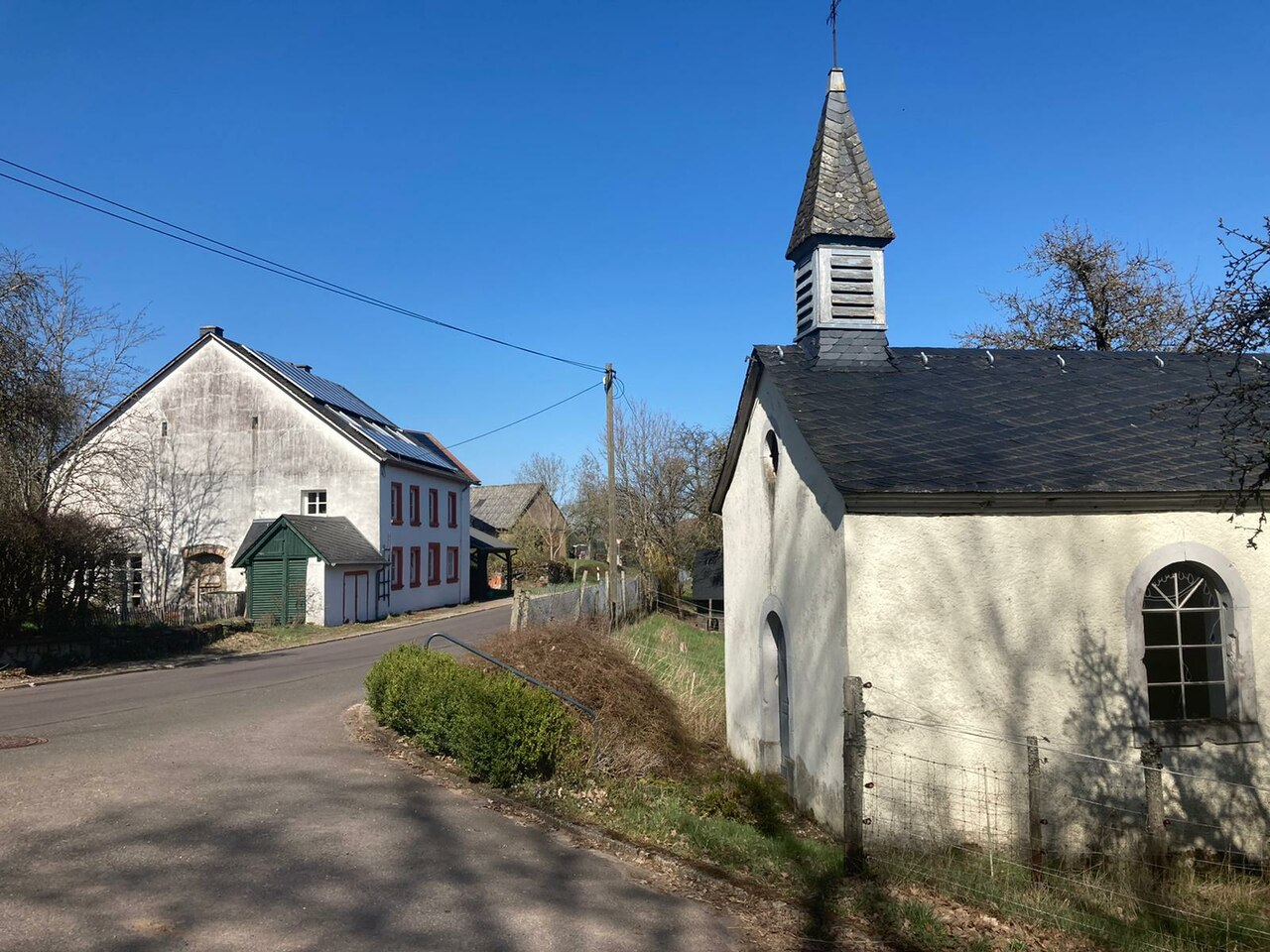
Wohnplatz Kimmlerhof

Schömerich liegt südlich von Trier etwa zehn Kilometer nordöstlich von Saarburg und acht Kilometer westlich des Verbandsgemeindesitzes Kell am See. Die Bundesstraße 268 (Trier-Saarbrücken) verläuft etwa zwei Kilometer westlich des Ortes.
Zu Schömerich gehören auch die Wohnplätze Auf Haider-Pfädchen, Kimmlerhof und Wendelinushof.
Nachbarorte von Schömerich sind die Ortsgemeinden Lampaden im Norden, Schillingen im Osten, Hentern im Süden und Paschel im Nordwesten.

## Geschichte
Der Ort wurde im Jahr 1574 unter dem Namen Schombrig erstmals urkundlich erwähnt. Im 18. Jahrhundert wurde er Schönberg genannt und gehörte bis zum Ende des 18. Jahrhunderts zum Amt Saarburg im Kurfürstentum Trier.
Nach dem Jahr 1792 hatten französische Revolutionstruppen das Linke Rheinufer besetzt und nach dem Frieden von Campo Formio (1797) in das französische Staatsgebiet eingegliedert. Im Jahr 1798 wurde die damals neue französischen Verwaltungsstruktur eingeführt, Schömerich gehörte zum Kanton Saarburg des Departments der Saar. Anders als das übrige Gebiet des Linken Rheinufers wurde der Kanton Saarburg auf dem Wiener Kongress (1815) zunächst Österreich zugeteilt. Im Zweiten Pariser Frieden trat Österreich mit Wirkung vom 1. Juli 1816 neben anderen Gebieten den Kanton an das Königreich Preußen ab.
Unter der preußischen Verwaltung wurde der Ort der Bürgermeisterei Zerf im Kreis Saarburg des Regierungsbezirks Trier zugeteilt, der von 1822 an zur Rheinprovinz gehörte.
Am 18. Juli 1946 wurde Schömerich gemeinsam mit weiteren 80 Gemeinden der Landkreise Trier und Saarburg dem im Februar 1946 von der übrigen französischen Besatzungszone abgetrennten Saargebiet angegliedert, das zu der Zeit nicht mehr dem Alliierten Kontrollrat unterstand. Am 6. Juni 1947 wurde diese territoriale Ausgliederung bis auf 21 Gemeinden wieder zurückgenommen, damit kam Schömerich an das 1946 neugebildete Land Rheinland-Pfalz.
1962 wurden auf dem Gebiet Schömerichs zwei sargähnliche Holzbehälter von 3,30 Meter Länge, wahrscheinlich aus der zweiten Hälfte des ersten Jahrhunderts n. Chr., gefunden. Neben den Resten des Leichenbrandes wurden dabei auch Beigaben wie Keramiken, Schwarzfirnis-Becher und tönernes römisches Geschirr entdeckt.
Bevölkerungsentwicklung
Die Entwicklung der Einwohnerzahl von Schömerich, die Werte von 1871 bis 1987 beruhen auf Volkszählungen:
| Jahr | Einwohner |
| ---- | --------- |
| 1815 | 94        |
| 1835 | 128       |
| 1871 | 169       |
| 1905 | 167       |
| 1939 | 163       |
| 1950 | 163       |
| 1961 | 145       |

| Jahr | Einwohner |
| ---- | --------- |
| 1970 | 151       |
| 1987 | 132       |
| 2005 | 115       |
| 2011 | 125       |
| 2017 | 126       |
| 2018 | 122       |
| 2023 | 132       |

## Politik

### Gemeinderat
Der Ortsgemeinderat in Schömerich besteht aus sechs Ratsmitgliedern, die bei der Kommunalwahl am 9. Juni 2024 in einer Mehrheitswahl gewählt wurden, und dem ehrenamtlichen Ortsbürgermeister als Vorsitzendem.

### Bürgermeister
Michael Lauer wurde am 9. August 2022 erneut Ortsbürgermeister von Schömerich. Er hatte das Amt bereits 15 Jahre ausgeübt, war bei den Kommunalwahlen 2019 aber nicht erneut angetreten. Nach der Amtsniederlegung seines Nachfolgers waren für eine am 29. Mai 2022 angesetzte Direktwahl keine Wahlvorschläge eingereicht wurden. Daher oblag die Neuwahl gemäß rheinland-pfälzischer Gemeindeordnung dem Rat. Lauer erklärte sich bereit, das Amt wieder zu übernehmen, und wurde vom Gemeinderat einstimmig gewählt. Auch für die turnusgemäße Direktwahl am 9. Juni 2024 wurde kein Wahlvorschlag eingereicht. Daher oblag die Neuwahl des Ortsbürgermeisters dem neuen Gemeinderat. Auf seiner konstituierenden Sitzung am 26. September 2024 bestätigte er Michael Lauer für weitere fünf Jahre in seinem Amt.
Zwischenzeitlich hatte Lauers Nachfolger (und nun auch Vorgänger) Frank Giermann das Amt am 25. Juli 2019 übernommen. Bei der Direktwahl am 26. Mai 2019 war er mit einem Stimmenanteil von 73,49 % für fünf Jahre gewählt worden. Im Februar 2022 kündigte Giermann jedoch an, sein Amt Ende Mai 2022 vorzeitig niederzulegen, wodurch eine Neuwahl erforderlich wurde.

### Wappen
| Wappen von Schömerich | Blasonierung: „Hinter rotem Schildhaupt ein silbernes Senseneisen mit Schneide nach unten, in Silber ein roter Berg.“ |
| Wappen von Schömerich | |

## Kultur und Sehenswürdigkeiten
In der Denkmalliste des Landes Rheinland-Pfalz (Stand: 2024) sind die katholische Filialkirche St. Johannes der Täufer, ein kleiner Saalbau (bezeichnet 1874), die Hofkapelle des östlich vom Ort gelegenen Kimmlerhofs und eine Feldkapelle im Süden der Gemarkung als Kulturdenkmäler ausgewiesen.

## Verkehr
Durch Schömerich verlaufen die Kreisstraßen 44 und 143. Ein ausgeschilderter Ortswanderweg führt durch den Hardter Wald nach Hentern.